# 木下勝俊
木下 勝俊（きのした かつとし）は、安土桃山時代から江戸時代前期にかけての武将、大名。後半生は隠士として歌を詠み、歌人としては木下長嘯子（きのした ちょうしょうし）の名で知られる。
初め龍野城主で、次いで若狭小浜城（後瀬山城）主で、官位が従四位下式部大夫、左近衛権少将であったので、通称を、式部大輔、若狭少将という。龍野城主時代には龍野侍従ともいった。一時期はキリシタンでもあって洗礼名は「ペテロ」（ペドロ）と伝わる。
若き日より豊臣家の大名として従軍するなかでも、細川幽斎に歌を学び、秀吉の文事に参加し、自ら歌会も催した。関ヶ原の戦いでは東軍に属して伏見城留守居の将であったが、敵前逃亡して京都に身を隠す。これは後に至るも非難されるが鳥居元忠に退去を迫られ、これに従った結果との説もある。
役後に改易、叔母の庇護をうける。次いで父家定の備中足守藩を継いで第2代藩主となったが、異母弟利房と遺領を争って公儀の沙汰で所領没収とされた。以後、京の東山に隠棲した。
長嘯（ちょうしょう）または長嘯子（ちょうしょうし）、歌集にも用いられた挙白（きょはく）の他、天哉爺（てんかおう）など様々の号を用いる。
歌人としては地下派の雄として自由で大胆、古語も俗語も無雑作に扱い誹謗もあったが新しい風を吹かせ、幽斎門下では松永貞徳と並び称される。貞門だが松尾芭蕉は長嘯子への憧れがあり、国学の学統では契沖に繋がる下河辺長流も支持をした。堂上歌壇の総帥である後水尾院もこの人物よりの評価を気にかける様子を伺わせている。

## 略歴

### 出自と家族
永禄12年（1569年）、木下家定の長男として生まれる。家定は豊臣秀吉の正室高台院（北政所、おね）の父である杉原定利の子であるため、勝俊は高台院の甥にあたる。木下姓を称するが、秀吉と血のつながりはない。母は某氏。
異母弟に利房、延俊、小早川秀秋など。
勝俊の正室は森可成の娘うめ（宝泉院）。子息は嫡庶含めて1男4女あり、女児はそれぞれ、徳川家康の五男武田信吉の妻、山崎家治の妻、権大納言阿野公業の妻となった。
男児に関しては、関ヶ原の戦いの年（1600年）に庶子が誕生したが、後述の失態の連座を避けるために、死んだことにされ、匿われたことが『常光院過去帳』や『挙白集』の「きならし衣」などを通じた後年の研究で判明している。この人物は長じて堀尾吉晴に仕え、堀尾家断絶後は、親族の浅野幸長のもとを頼り、さらに細川家家老松井興長に仕えて橋本姓を名乗った勝信であるという。この系譜は現在も八代市で継続しているので血統は続いているとも言えるが、勝俊は後に継嗣なしとして隠居したために、系譜そのものは断絶した。

### 秀吉の一門衆
幼少より豊臣秀吉に仕える。一門衆の1人として厚遇され、家老蜂須賀正勝の死後、その所領であった播磨国龍野城を、福島正則の次に代わって与えられた。天正16年（1588年）、豊臣姓を下賜された。
天正18年（1590年）、小田原征伐に参陣する。文禄の役では1,500名を率いて在陣衆の1人として名護屋城に滞在した。文禄3年（ないし2年）に若狭国後瀬山城8万1500石を与えられた。20歳代前半にあたる1590年代初め頃の時期から和歌に才能を発揮し、文禄の役の際に肥前国の陣中へ向かう旅路で記された文章や和歌は『九州道之記』として遺されている。
慶長5年（1600年）、会津征伐に赴く五大老筆頭徳川家康の命で、勝俊は特に伏見城に留め置かれ、松の丸の守備を任された。しかし関ヶ原の戦いが始まると、東軍の鳥居元忠は信頼できる三河衆を中心に城の守りを固めようと考え、寄せ手の西軍に弟の秀秋が含まれていると勝俊に疑いをかけて、退去しなければ攻め寄せると迫った。このために勝俊は退去して北政所のいる京都に向かった。
勝俊が伏見城を退去した理由については諸説あるが、血はつながらないとは言え、従兄弟にあたる豊臣秀頼のためにも関東に味方するべきではないが、かといって石田三成の謀叛に荷担することもできず、城に残ると防戦の邪魔になると判断したためであるという。その他の異説としては、風情を好む勝俊が太閤の築いた金吹の瓦の豪華絢爛な城が兵火に見舞われるの見るのが忍びなくなって、全てが疎ましくなって城を出て行ったとするものや、彼の歌道の師匠であった細川幽斎同様（田辺城の戦い）に、天皇をはじめとした朝廷による救出工作があって里村昌叱が勝俊を迎え入れたとする説がある。一方で、勝俊を可愛がっていた北政所が西軍を支持していたためとする説もあるが、通説では北政所は反石田・淀殿の側であり、まず東軍・勝俊と西軍・小早川秀秋が兄弟であることを理由に仲裁して停戦させようとし、それが勝俊の退去で失敗した後は秀秋に伏見城へ入城させて東軍に加勢させようとしたことが知られる。いずれにしてもこれらの理由ならば、結局、勝俊は独断で城を出たことになる。
妻のうめ（宝泉院）は大坂で人質となっていたが、勝俊の敵前逃亡を知って激怒し、これを理由に後に離縁した。戦後、元忠に追い出されたとはいえ、勝俊が与えられた任務を勝手に放棄した行為は許し難きことであったので、家康は伏見城退去を理由に勝俊を除封の処分とした。
慶長13年（1608年）、父・家定の死去後、高台院（北政所）の周旋によって遺領（備中国足守2万5,000石）は安堵され、その裁量に任されることになった。この際、家康は遺領を勝俊と利房に分賜するとも定めていたが、高台院は寵愛する勝俊に遺領の全てを渡した。すると、所領を得られなくなった弟・利房は抗議して家康に泣きつき、約半年間、双方の使者が京都と駿河を往復して争議となった。翌年9月、江戸幕府は分地の沙汰を犯して命に背いたという理由で、家定の遺領の全てを没収とした。これで再び勝俊は失領したが、利房も同じであり、代わりに遠縁にあたる浅野長晟が、足守藩を一時拝領して管理した。なお、利房は、大坂の陣で徳川方として参戦して軍功を挙げ、それによって晴れて父の遺領である足守藩の継承を認められている。

### 隠居後
勝俊は剃髪して京都東山に隠棲し、高台院が開いた高台寺の南隣りに挙白堂を営んで、長嘯子と号した。この隠棲地には「歌仙堂」と称する小閣があり、その2階には三十六歌仙図を掲げた。
その後、長嘯子（勝俊）は挙白堂で1640年頃まで和歌を詠み続け、後水尾天皇が勅撰したと伝えられる集外三十六歌仙にも名を連ねている。
最晩年は山城乙訓大原野（西山）の勝持寺の畔に移住し、西山樵夫（西山樵翁）と称した。隠棲後も後妻か娘かは不明だが、家族と手紙のやりとりはあったらしい。
慶安2年（1649年）に死去した。墓は高台院らが眠る高台寺にある。遺された和歌作品の数々は、弟子の山本春正らによって編纂された歌文集『挙白集』に収載されている。
木下長嘯子（勝俊）は、小堀政一や伊達政宗といった大名をはじめとして、林羅山や春日局といった幕府の要職にあった人たちや、藤原惺窩とその息子の冷泉為景（叔父・冷泉為将の養子）、松永貞徳、中院通勝たち文化人らとも交流を持った。弟子には先に挙げた山本春正や岡本宗好、打它公軌といった人たちがいる。また、石川丈山、下河辺長流や山鹿素行にも私淑され、山鹿素行には住居の訪問を受けている。なお、勝俊は吉備大臣入唐絵巻を所有していたことでも知られる。

## 系譜
- 父：木下家定（1543-1608）
- 母：某氏
- 正室：うめ（宝泉院） - 森可成の娘、後に離縁
- 側室
  - 女子：天祥院 - 武田信吉正室
  - 女子：智光院 - 山崎家治継室
  - 女子：某[3] - 阿野公業室
  - 女子：春光院万花紹三[4]
  - 男子：木下勝信（橋本勝信）

## 歌人として

### 作品
和歌
- あらぬ世に身はふりはてて大空も袖よりくもる初しぐれかな
- よしあしを人の心にまかせつつそらうそぶきてわたるよの中  [24]
- むらさきも朱（あけ）もみどりも春の色はあるにもあらぬ山桜かな
- 夕顔のさける軒ばの下涼み男はててれ女（め）はふたのもの
- すべてただこれ皆秋のすることぞ月も夕べも虫も憂からず
- 黒髪もながかれとのみ掻き撫でしなど玉の緒のみじかかりけん  [25]
- 身のほどを忘れてむかふ山桜花こそ人を世にあらせけれ
- 枝も葉もかぞふばかりに月すめば影たしかなる庭のときは木
- 花ざかりとはではすぎな君をのみ待つに心をつくづくしかな
- 身の上を何と抜かりて今日はまた火宅を出でぬ仏なるらむ [26]
- 露の身の消えてもきえぬ置き所草葉のほかにまたもありけり [27]

### 著作
歌集
- 『蟲歌合絵巻』 1640年（寛永17年）[28]

- 『うをのうた合』（国立国会図書館デジタルコレクション） 寛永年間
- 『けだ物の歌合』（国立国会図書館デジタルコレクション） 寛永年間
- 『むしの哥合』 『虫歌合』（国立国会図書館デジタルコレクション）
- 『虫十五番歌合』（国立国会図書館デジタルコレクション）
- 『長嘯文草』（国立国会図書館デジタルコレクション）

- 歌文集『挙白集』 1649年 [29]
- 家集『若狭少将勝俊朝臣集』（『長嘯子集』）

## 関連作品
小説
- 安部龍太郎「伏見城恋歌」（『忠直卿御座船』収録（講談社文庫、2001年））

エッセイ
- 石川淳「木下長嘯子」（『江戸文学掌記』収録（新潮社、1980年、のち講談社文芸文庫）

歌・注解
- 大内瑞恵「木下長嘯子」（コレクション日本歌人選：笠間書院、2012年）

テレビドラマ
- おんな太閤記（1981年） - 演：大和田伸也